# Піонер П-3

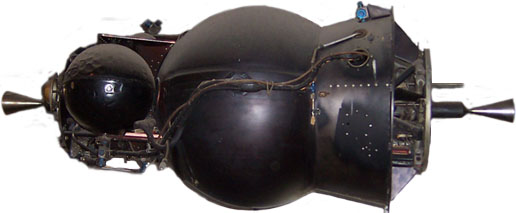
Ейбл-4, перший у світі космічний двигун

«Піонер П-3» (англ. Pioneer P-3, укр. Першопроходець), інші назви «Атлас-Ейбл-4» (англ. Atlas Able 4), «Pioneer-X» — американський космічний апарат для дослідження Місяця за програмою «Піонер».

## Опис
Космічний апарат був кулею з алюмінієвого сплаву діаметром 1 м, разом з рушійною установкою знизу довжина становила 1,4 м. Куля важила 25,3 кг, рушійна установка — 88,4 кг. На зовнішній поверхні кулі розташовувались чотири панелі сонячних батарей, кожна складалась з 2200 фотоелектричних елементів і мала розміри 60 × 60 см. Сонячні панелі мали заряджати хімічні батареї. Загальна ширина апарата разом з панелями сонячних батарей становила 2,7 м. Більшу частину внутрішнього об'єму заповнював великий кулястий бак для гідразину, вище знаходились два менші баки з азотом і гальмівний двигун потужністю 90 Н, щоб апарат міг двічі за політ увімкнути двигун для зменшення швидкості при виході на орбіту Місяця. Знизу до кулі було прикріплено двигун потужністю 90 Н, розрахований на 4 вмикання, для корекції орбіти в польоті і маневрування біля Місяця.
Навколо верхньої півкулі бака з гідразином розташовувалась кільцева платформа для інструментів. На платформі було закріплено батареї у двох контейнерах, два дециметрові передавачі потужністю 5 Вт, два діплексера, логічні модулі для наукових приладів, два приймачі команд, декодери, буферний підсилювач, три перетворювачі сигналу, фотосканувальний прилад, командний пристрій і більшість наукових приладів. На вершині сфери з іншого боку від сопла гальмівного двигуна було встановлено Дві дециметрові антени Герца. На нижній частині сфери було встановлено дві дециметрові антени Герца і довгу антену наддовгих радіохвиль.
Температура мала регулюватись багатьма маленькими пропелерами на поверхні кулі. Пропелери були виготовлені з матеріалу з високою відбивною здатністю і складались з чотирьох лопатей, розташованих впритул до поверхні в заглибинах на кулі, пофарбованих чорною теплопоглинальною фарбою. До пропелерів було приєднано теплочутливі котушки, що мали при низькій температурі всередині супутника повертати пропелери і відкривати темні поверхні заглибин, а при високій температурі всередині — повертати пропелери для закривання темної поверхні. Також на поверхні кулі було встановлено чотири квадратні тепловідвідні установки для полегшення розсіювання тепла зсередини.
Апарат мав такі наукові прилади: лічильник високоенергетичних частинок, іонізаційну камеру, лічильник Гейгера-Мюллера, лічильник низькозаряджених частинок, два магнітометри, фотосканувальний прилад, детектор мікрометеоритів, радіоприймач для виявлення первісних радіохвиль, транспондер для вимірювання густини електронів.

## Запуск
26 листопада 1959 року о 7:26 UTC ракетою-носієм Атлас-Ді-Ейбл з космодрому мис Канаверал було запущено «Піонер П-3». Після 45 секунд польоту достроково розкрився пластиковий головний обтічник. Третій ступінь і космічний апарат зазнали значного аеродинамічного опору. На 104-й секунді польоту припинився зв'язок із ракетою.
Розслідування виявило, що триметровий склопластиковий обтічник розкрився під дією більшого внутрішнього тиску, порівняно із зовнішнім, при наборі висоти, оскільки не було вжито заходів для вирівнювання тиску під час польоту. Перший і другий ступені відпрацювали за програмою.